# Cuenca de Campos
Cuenca de Campos település Spanyolországban, Valladolid tartományban. Cuenca de Campos Tamariz de Campos, Moral de la Reina, Ceinos de Campos, Villacid de Campos, Villalón de Campos, Gatón de Campos és Villabaruz de Campos községekkel határos. Lakosainak száma 192 fő (2024).

## Népesség
A település népessége az utóbbi években az alábbiak szerint változott:
| Lakosok száma | 288  | 259  | 246  | 225  | 227  | 254  | 227  | 224  | 209  | 192  |
|               | 2001 | 2004 | 2007 | 2009 | 2012 | 2014 | 2017 | 2019 | 2022 | 2024 |